# Mau (Uttar Pradesh)
Mau (dawniej Maunath Bhanjan) – miasto w północnych Indiach w stanie Uttar Pradesh, na Nizinie Hindustańskiej.
Populacja miasta w 2001 roku wynosiła 210 071 mieszkańców.